# Борден (острво)
Острво Борден (енгл. Borden Island) је једно од острва у канадском арктичком архипелагу. Острво је територијално подијељено између канадских територија Нунавут и Сјеверозападне територије. Налази се сјеверно од острва Мекензи Кинг.

## Географија
Површина износи око 2795 km², по којој је острво 172. у свијету и 30. у Канади по величини.

## Становништво
Острво је ненасељено.

## Историја
Откривено је 1916, и добило је име по канадском премијеру Роберту Бордену. До 1947. сматрало се једном копненом масом. Извиђањем из авиона канадског ратног ваздухопловства (RCAF) утврђено је да су то у ствари два острва, раздвојена Вилкинсовим пролазом.